# Le Miroir du mort (recueil de nouvelles)
Pour les articles homonymes, voir Le Miroir du mort.
Le Miroir du mort est un recueil de nouvelles policières d'Agatha Christie, mettant en scène le détective belge Hercule Poirot, initialement publié en France en 1961 chez l'éditeur Librairie des Champs-Élysées sous le nom de Poirot résout trois énigmes. 
Le recueil est une adaptation du recueil britannique Murder in the Mews de 1937.
Chacune des nouvelles est relative à des mystères appelés « énigmes en chambre close ».

## Composition du recueil
La première édition de ce recueil, de 1961, est publiée dans la collection « Le Masque ». Elle ne reprend que trois des quatre nouvelles publiées au Royaume-Uni, en 1937, dans le recueil Murder in the Mews, différentes de la sélection du recueil américain Dead Man's Mirror and Other Stories. C'est la nouvelle Trio à Rhodes qui est absente du recueil français.
Le recueil est réédité sous la même forme, en 1969, sous le titre Le Miroir du mort, dans la collection « Club des Masques ». Le nouveau titre du recueil reprend celui de la première nouvelle, peut-être pour imiter le choix du titre de l'édition américaine : Dead Man's Mirror and Other Stories.
1. Le Miroir du mort (Dead Man's Mirror)
2. Feux d'artifice (Murder in the Mews)
3. L'Invraisemblable Vol (The Incredible Theft)

## Supplément de l'édition de 1992
La Librairie des Champs-Élysées fait le choix, en 1992, dans le cadre de la collection « Les Intégrales du Masque », de rééditer les quatre nouvelles du recueil britannique de 1937 dans une nouvelle traduction d'Alexis Champon, sous le titre du recueil français de 1969.
La nouvelle Trio à Rhodes (Triangle at Rhodes) est donc réintégrée dans cette édition du recueil.

## Éditions
- Agatha Christie (trad. Perrine Vernay), Poirot résout trois énigmes, Paris, Librairie des Champs-Élysées, coll. « Le Masque » (no 714), 1961, 253 p.
- Agatha Christie, Le Miroir du mort, Paris, Librairie des Champs-Élysées, coll. « Le Club des Masques » (no 94), 1969, 253 p.
- Agatha Christie, Œuvres complètes – Agatha Christie, t. 15, Paris, Librairie des Champs-Élysées, 1973, 581 p.
- Agatha Christie (trad. Alexis Champon), Les Intégrales – Agatha Christie, t. 5 : Les années 1936-1937, Paris, Librairie des Champs-Élysées, coll. « Les Intégrales du Masque », 1992, 1344 p. (ISBN 978-2-7024-2152-9)
- Agatha Christie, Poirot résout trois énigmes, Paris, Librairie Générale Française, coll. « Livre de Poche » (no 9661), 1993, 256 p. (ISBN 978-2-253-06380-3)
- Agatha Christie, Le Miroir du mort, Paris, Librairie Générale Française, coll. « Livre de Poche » (no 13716), 1995, 221 p. (ISBN 978-2-253-13716-0)